# Amalocichla incerta
Az Amalocichla incerta  a madarak osztályának verébalakúak (Passeriformes) rendjébe és a cinegelégykapó-félék (Petroicidae) családjába tartozó faj.

## Rendszerezése
A fajt Tommaso Salvadori olasz ornitológus írta le 1876-ban, az Eupetes nembe Eupetes incertus néven.

## Alfajai
- Amalocichla incerta brevicauda (De Vis, 1894)
- Amalocichla incerta incerta (Salvadori, 1876)
- Amalocichla incerta olivascentior Hartert, 1930[2]

## Előfordulása
Új-Guinea szigetén, Indonézia és Pápua Új-Guinea területén honos. A természetes élőhelye szubtrópusi vagy trópusi síkvidéki- és hegyi esőerdők. Állandó, nem vonuló faj.

## Megjelenése
Testhossza 14-15 centiméter, testtömege 30-31 gramm.

## Életmódja
Rovarokkal táplálkozik.

## Természetvédelmi helyzete
Az elterjedési területe nagy, egyedszáma pedig stabil. A Természetvédelmi Világszövetség Vörös listáján nem fenyegetett fajként szerepel.

## Külső hivatkozások
- Képek az interneten a fajról
- Xeno-canto.org - a faj hangja és elterjedési területe